# C9H19NO4
化学式C9H19NO4（摩尔质量：205.254 g/mol）可以指以下化合物：
- 泛醇，混合CAS号：16485-10-2 
  - 右旋泛醇，CAS号：81-13-0
- 乙酰胆碱乙酸盐，Pubchem编号：71307531

|  | 这个同类索引页列出了具有相同分子式的化学物（即同分異構體）条目。 除非您是有意链接至本页，否则应将相应条目的内部链接指向正确的条目。 |